# Piccadilly Line

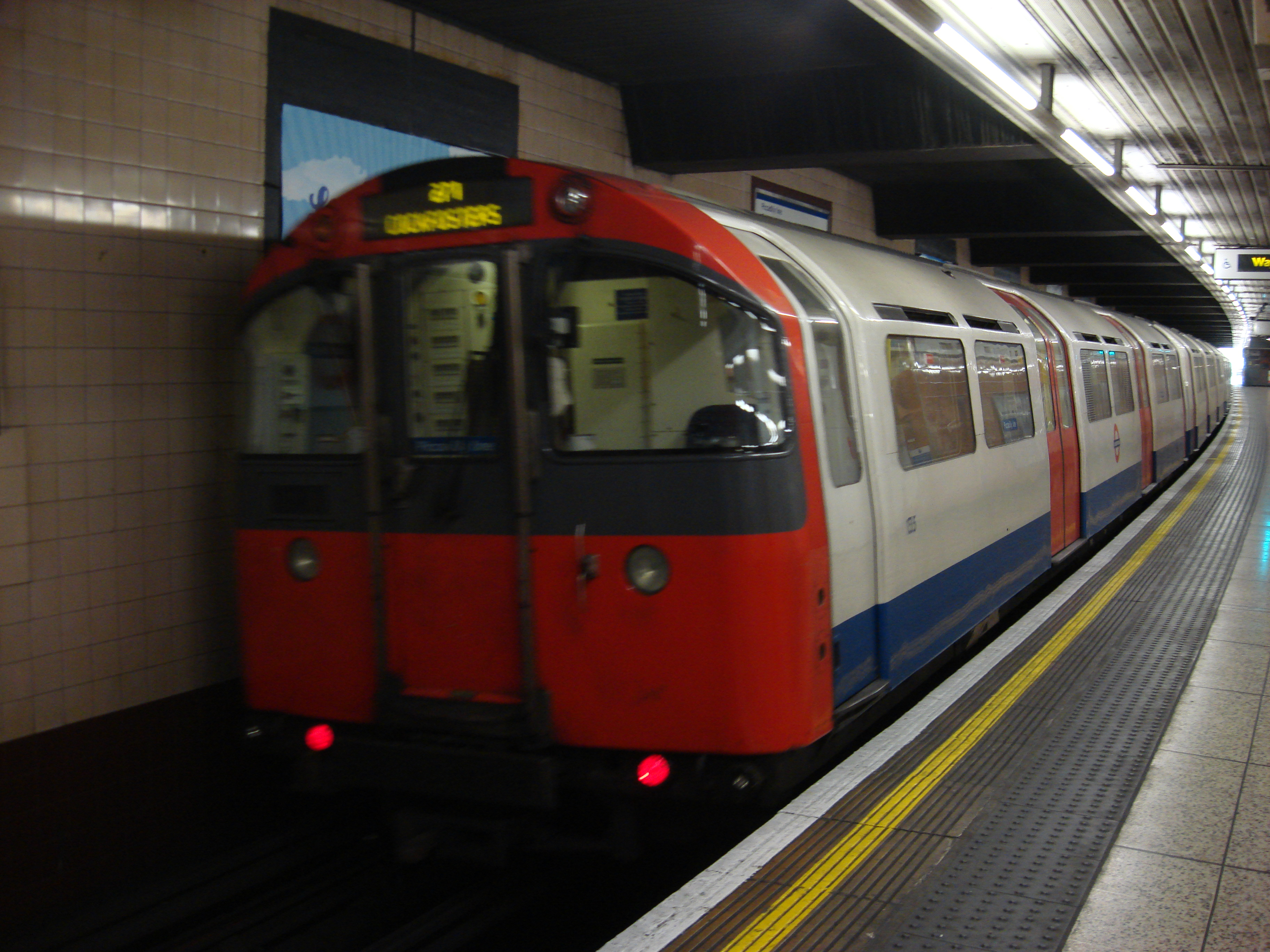
Souprava stojící ve stanici Hounslow West.

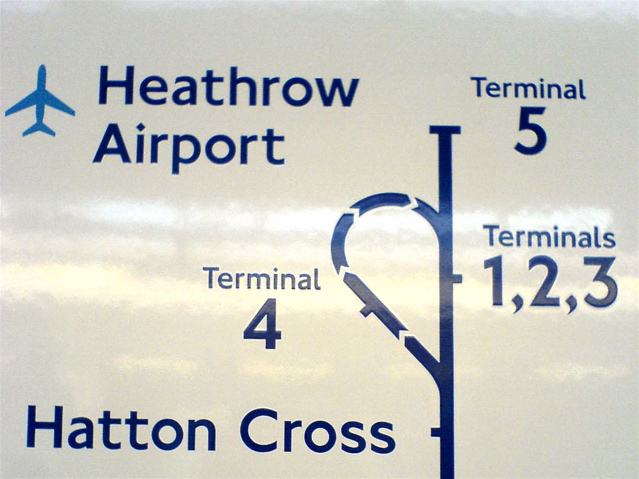
Schéma po otevření stanice Heathrow Terminal 5.

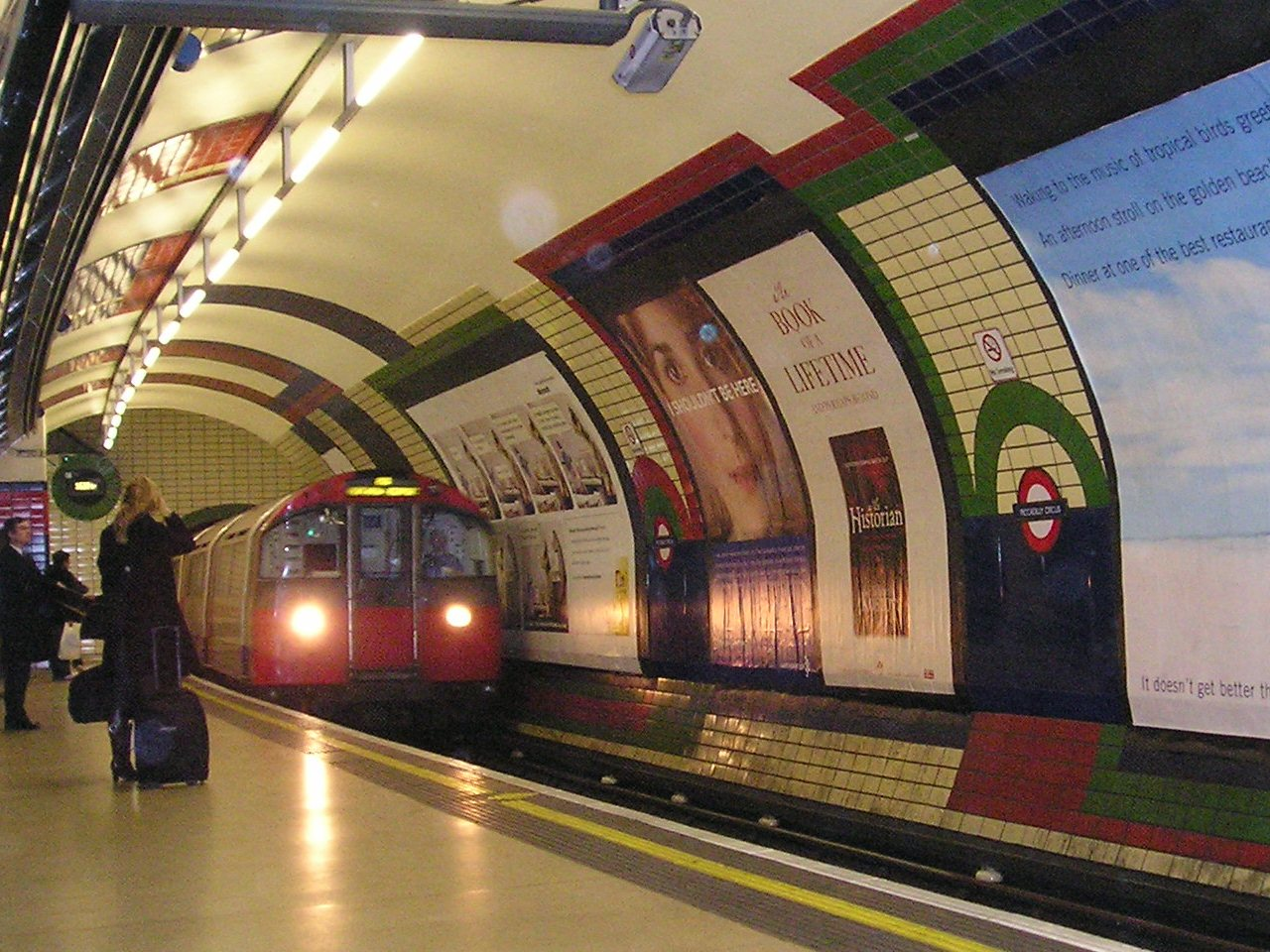
Nástupiště stanice Piccadilly Circus.

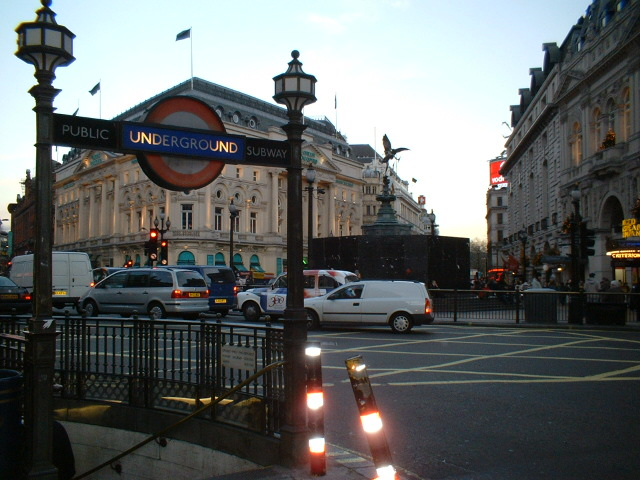
Vchod do stanice Piccadilly Circus.

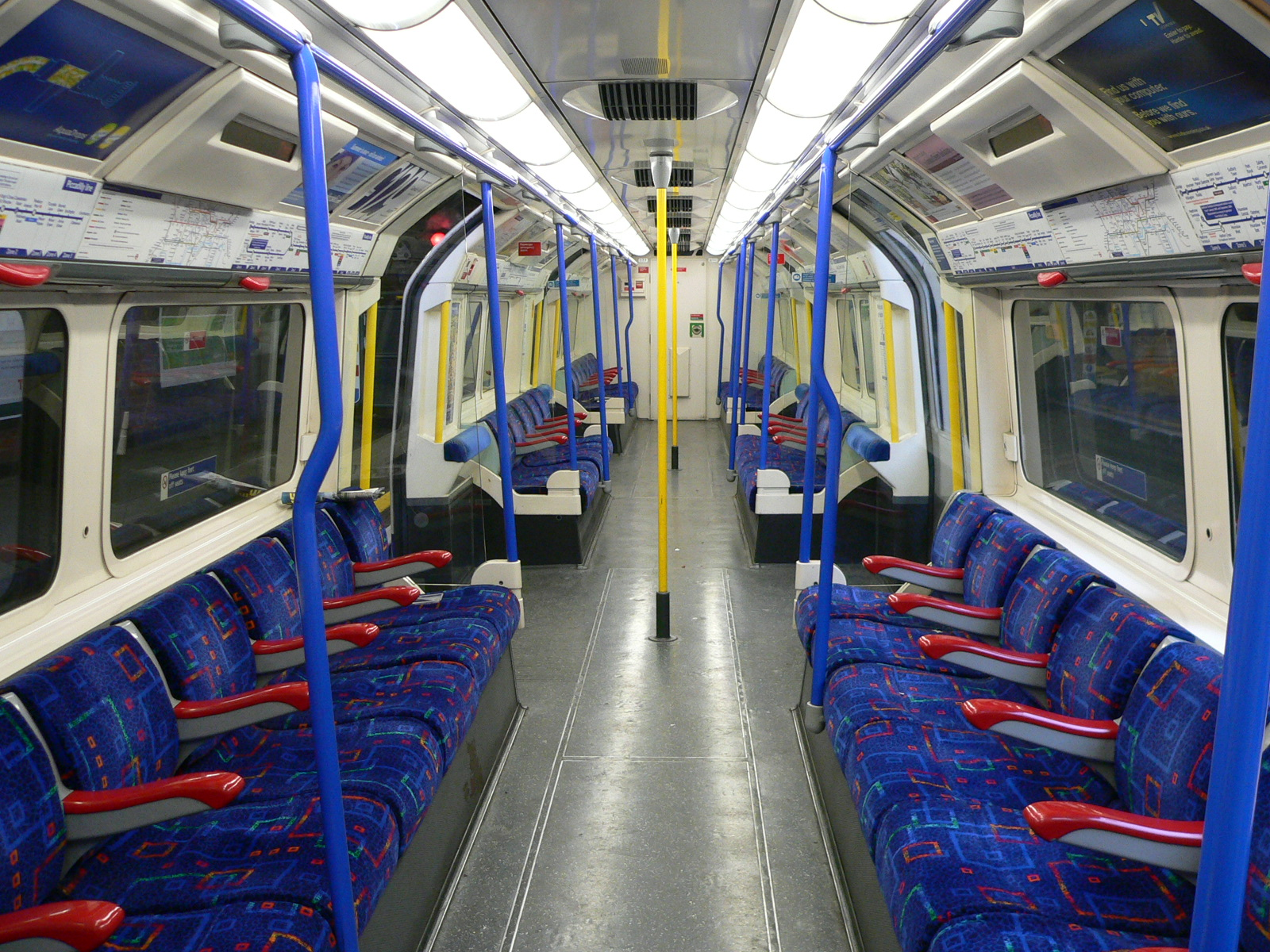
Interiér soupravy z roku 1973.

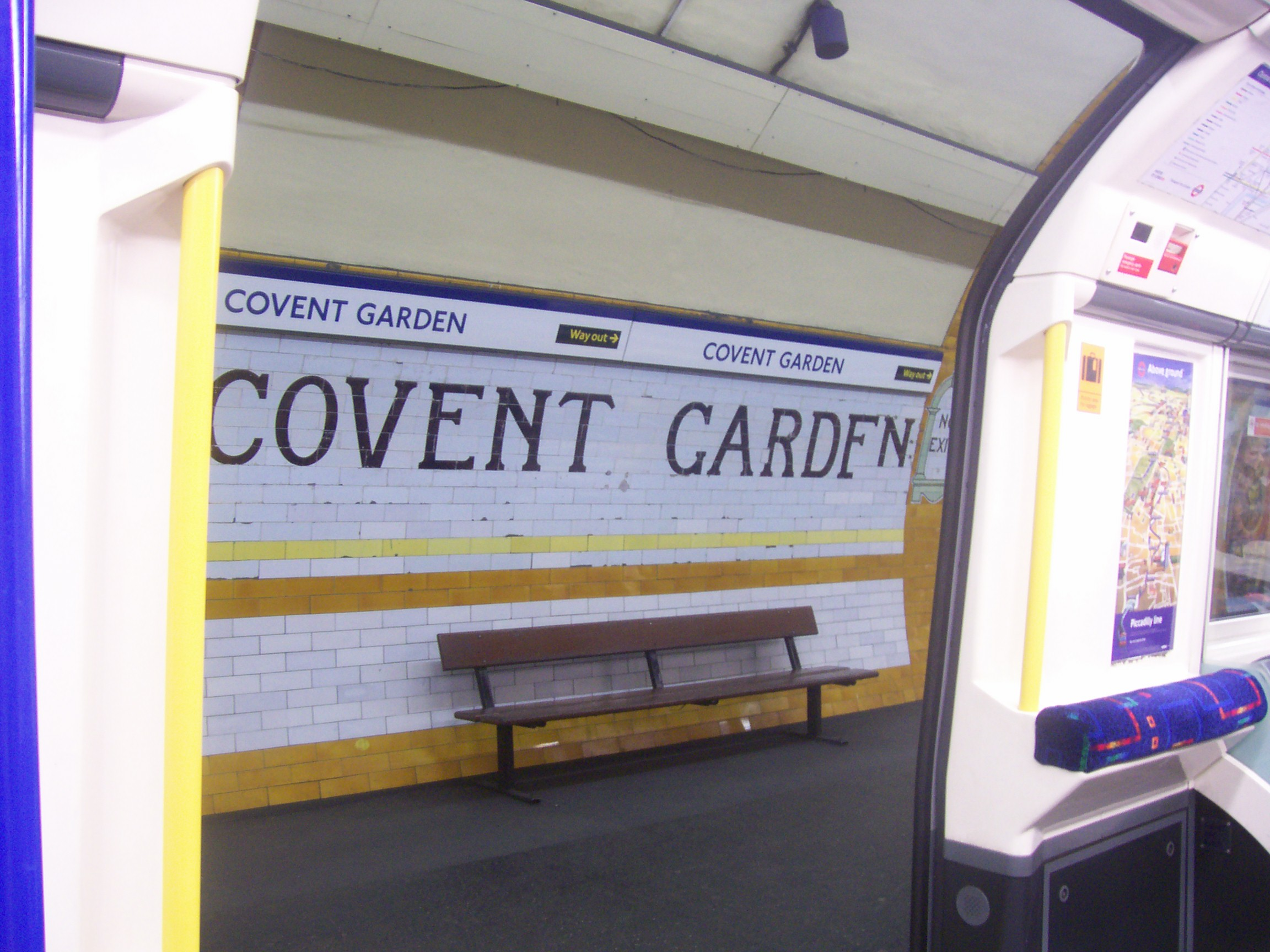
Pohled ze soupravy na nástupiště stanice Covent Garden.

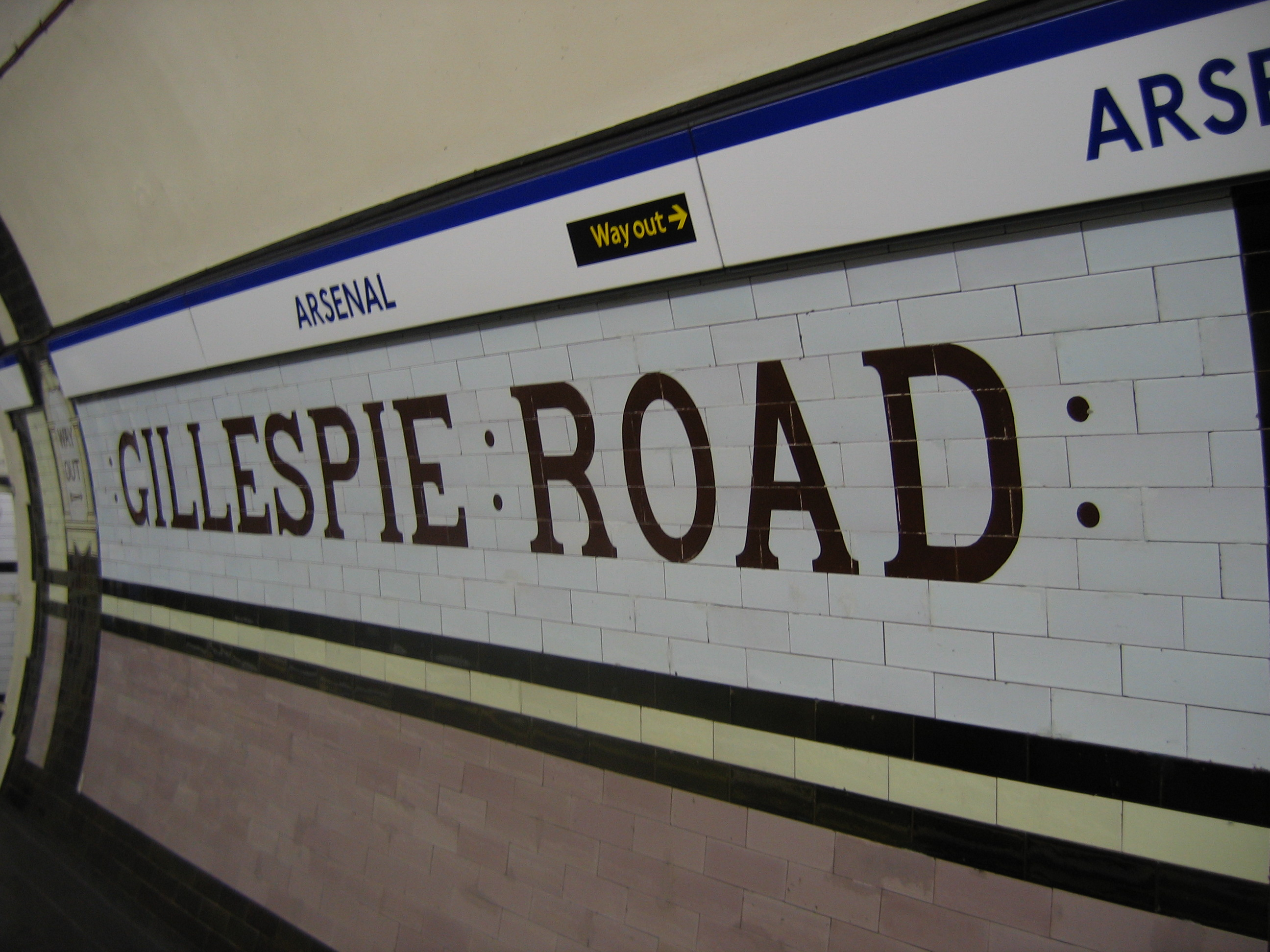
Interiér stanice Arsenal. Tradiční kachličkované zdi nesou ještě starý název stanice - Gillespie Road.

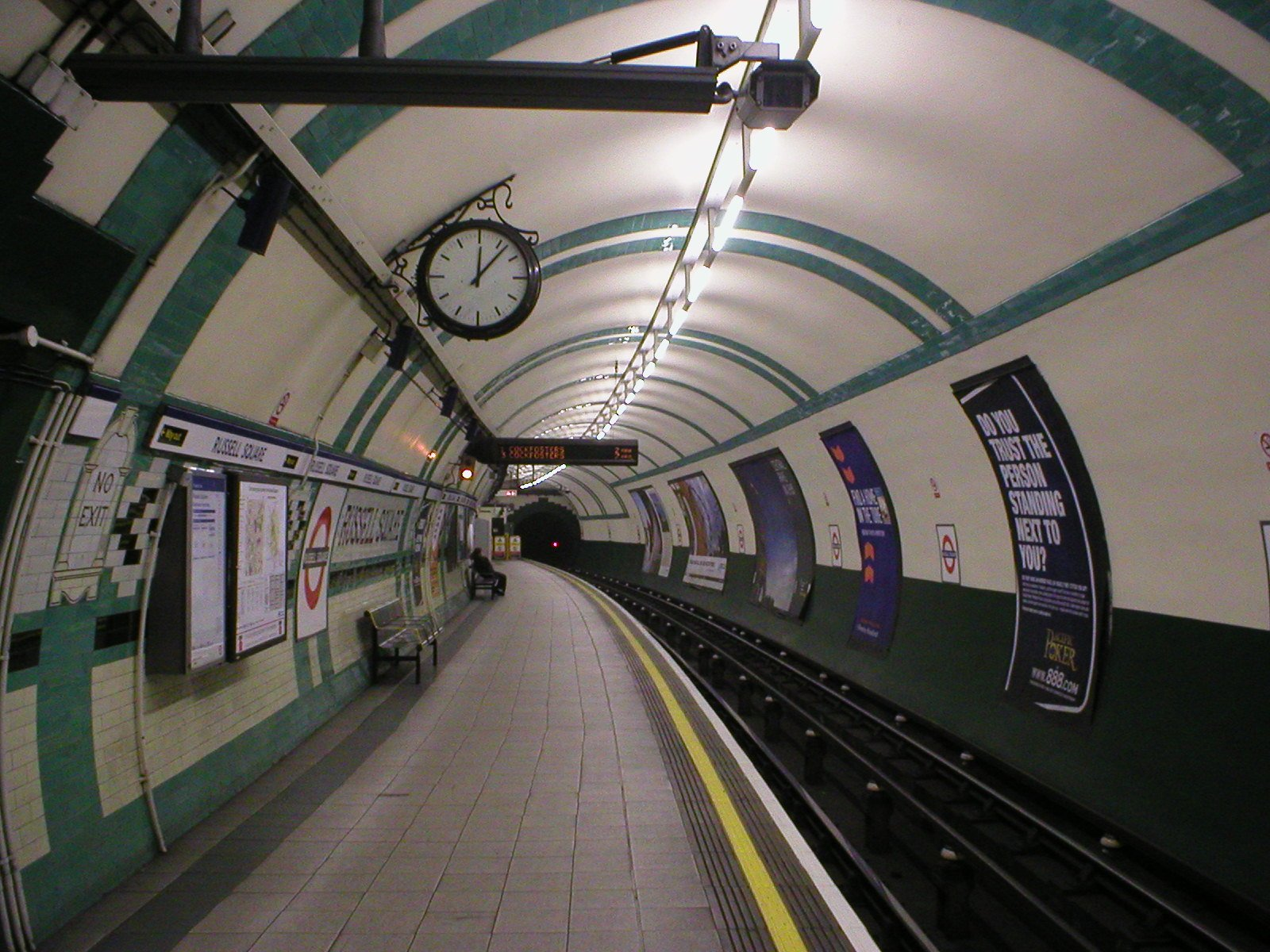
Nástupiště stanice Russel Square.

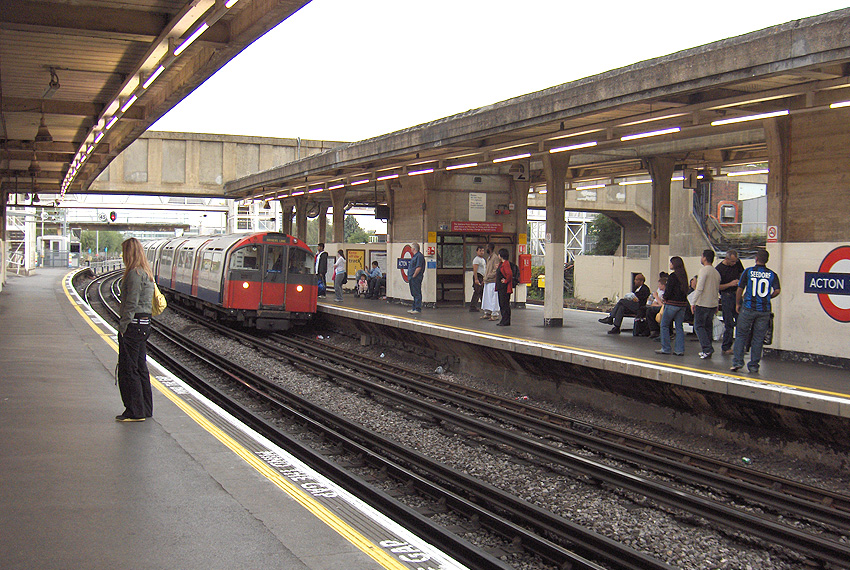
Souprava přijíždějící do stanice Acton Town.

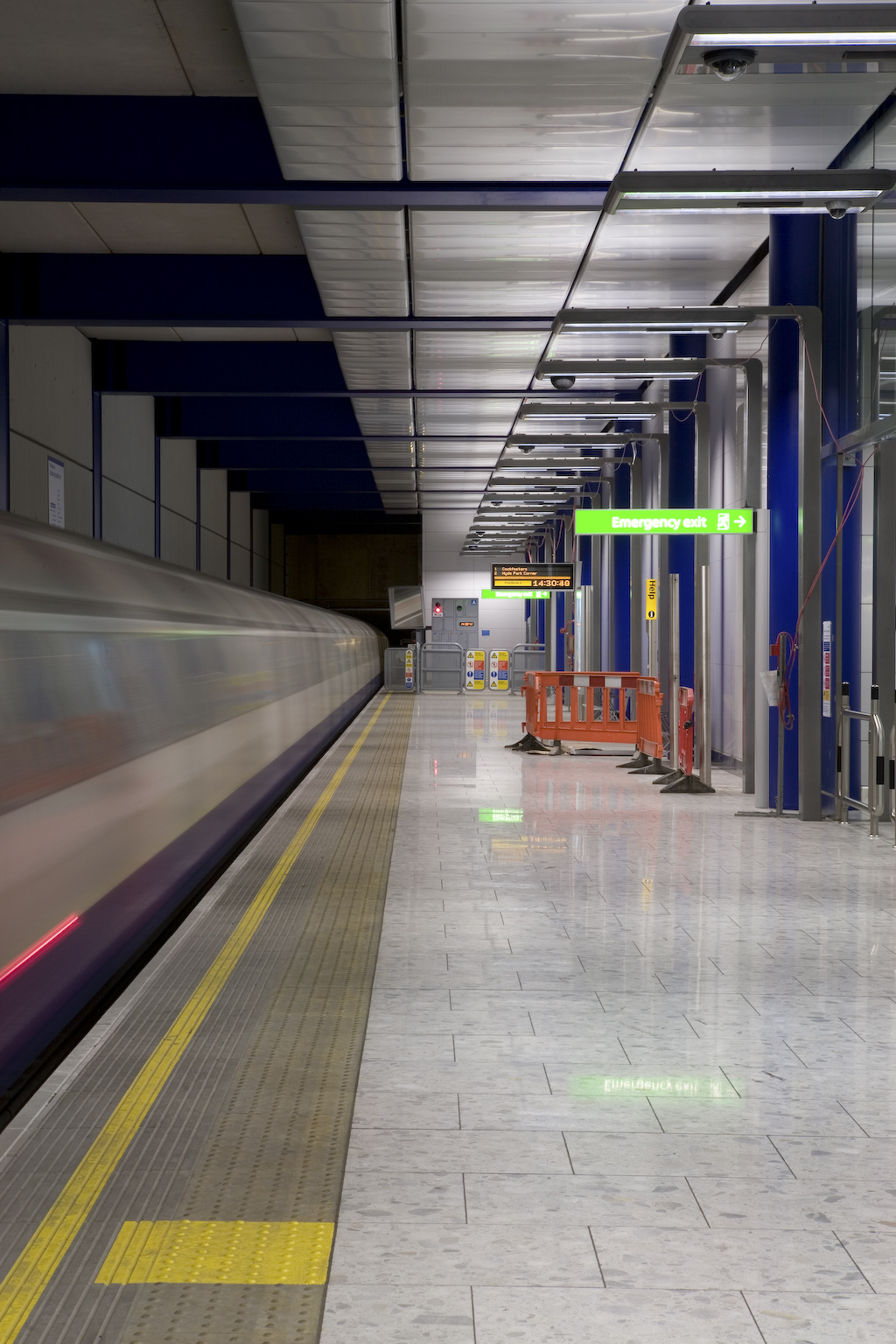
Nejnovější stanice na lince - Heathrow Terminal 5.

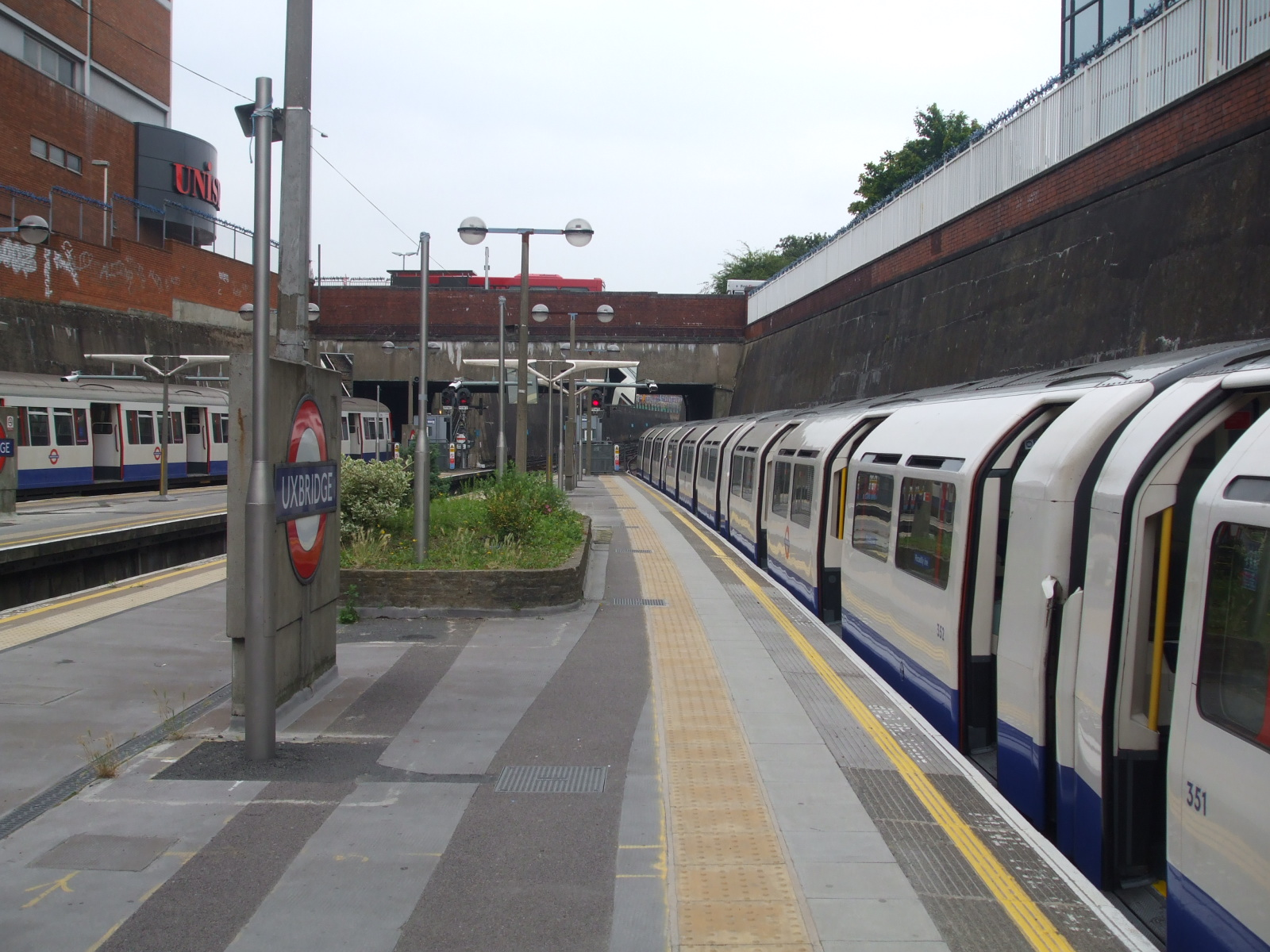
Soupravy Piccadilly a Metropolitan Line ve stanici Uxbridge.

Piccadilly Line je jedna z linek londýnského metra, na mapách je označena tmavě modrou barvou. Prochází Londýnem ve směru severovýchod-západ. V centru se nachází hluboko pod zemí, přičemž její úseky v okrajových částech města se nacházejí na povrchu. K roku 2023 je čtvrtou nejvytíženější linkou v síti dle celkového počtu pasažérů.

## Dějiny

### Vznik
Piccadilly Line vznikla jako Great Northern, Piccadilly & Brompton Railway (GNP & BR), což byla jedna z několika železnic společnosti Underground Electric Railways Co of London Ltd, jejíž ředitel byl Charles Yerkes, který však zemřel dříve, než se jeho plány staly skutečností.
V roce 1902 se objevilo před parlamentem 26 návrhů zákonů, které hovořily o povolení umístit železnici v Londýně hlouběji do podzemí. Několik z nich navrhovaly konkurenční trasy a uložilo aby Parlamentní výbor o tom rozhodl. Nakonec to vyhrála dnešní Piccadilly Line.
Odsouhlasený návrh zahrnoval sloučení dvou navrhovaných podzemních železnic - Great Northern and Strand Railway (GN & SR) a Brompton and Piccadilly Circus Railway (B & PCR), a převzetí plánovaného podzemního úseku mezi stanicemi South Kensington a Earl's Court na District Railway (návrh byl schválen v roce 1897, ale nikdy se neuskutečnil). V návrhu byl zahrnut i spojovací úsek mezi stanicemi Piccadilly Circus a Holborn.
První úsek Great Northern, Piccadilly & Brompton Railway byl oficiálně otevřen 15. prosince 1906 mezi stanicemi Finsbury Park a Hammersmith.
30. listopadu 1907 byl otevřen krátký úsek, který se větví od hlavní trati ve stanici Holborn a směřoval do stanice "Strand" (později Aldwych). Tento úsek byl plánován jako poslední na Great Northern, Piccadilly & Brompton Railway před sloučením s Brompton and Piccadilly Circus Railway. V roce 1905 (a znovu také v roce 1965) bylo navrženo prodloužit tento krátký úsek dále na jih pod Temži do stanice Waterloo, ale tato eventualita však nebyla nikdy provedena. Přestože měl dva zvláštní tunely, od roku 1918 byl východní tunel uzavřen a v západním začala jezdit kyvadlová doprava.
1. července 1910 byl schválen zákon o sloučení Great Northern, Piccadilly & Brompton Railway a další železnice společnosti Underground Electric Railways Co of London Ltd (Baker Street & Waterloo Railway, Charing Cross, Euston & Hampstead Railway a District Railway) do jednoho celku - London Electric Railway Company.
10. prosince 1928 byla otevřena nová stanice na Piccadilly Circus, která zahrnovala podpovrchový vestibul a 11 eskalátorů. Toto byl začátek důležitého vývoje železnic - tedy komplexní program rozšiřování stanice na základě rozšíření Piccadilly Circus.

### Prodloužení do Cockfosters
V 20. letech se na tehdejší konečné stanici Finsbury Park začalo objevovat vážné zahlcení, protože cestující museli přestoupit na povrchovou dopravu směr severní a severovýchodní Londýn. Proto bylo navrženo co nejdříve prodloužit trasu buď směrem na Tottenham a Edmonton nebo na Wood Green a Palmers Green. Začátek 30. let byl obdobím hospodářského úpadku a tak z důvodu snížení nezaměstnanosti vláda uvolnila své finanční prostředky. Hlavní bod návrhu bylo prodloužení směrem na sever do Cockfosters. V plánu bylo také postavit stanici mezi dnešními Manor House a Turnpike Lane na křižovatce ulic Green Lanes a St Ann's Road v Harringey , ale výstavbu zastavil Frank Pick, který se domníval, že tramvajová a autobusová doprava je zde dostatečná. Avšak větrací šachta v podobném stavebním stylu jako ostatní stanice v té době je viditelná dodnes. Prodloužená trať měří 12 km (7,7 mil), z toho v tunelu vede trať jen po jih stanice Arnos Grove. Celkové náklady na výstavbu činily 4 miliony liber a trať byla prodloužena na 3 etapy:
- 19. září 1932 ke stanici Arnos Grove
- 13. března 1933 ke stanici Enfield West (dnes Oakwood)
- 19. červenec a 1933 ke stanici Cockfosters

### Prodloužení na západ
- Směr Uxbridge: District Railway (později District Line) jezdila do Uxbridge od roku 1910 a později ji přebrala postupně se prodlužující Piccadilly Line:
  - 4. červenec a 1932 do South Harrow
  - 23. října 1933 do Uxbridge
- Směr Hounslow: 18. prosince 1932 byly na původní trati na District Line v úseku Acton Town - Northfields přidáno ještě 2 koleje (tedy v tomto úseku byly až 4) a Piccadilly Line byla prodloužena:
  - 9. leden a 1933 do stanice Northfields
  - 13. března 1933 do stanice Hounslow West

Na mnoha stanicích z tohoto prodlouženého úseku je patrný stavební styl Art Deco navržen Charlesem Holden.

### Victoria Line
Během projektování trasy Victoria Line bylo navrženo, že stanici Manor House by měla převzít Victoria Line a dále byly plánované nové přímé tunely z Finsbury Parku do stanice Turnpike Lane, čímž by se zkrátila doba cesty za do Londýna. Tento návrh byl nakonec zamítnut kvůli možnému nepohodlí cestujících, které by bylo způsobeno během přestavby, jakož i kvůli vysoké ceně nových tunelů. Nicméně, Piccadilly Line byla výstavbou i tak zasažena, a to zejména ve stanici Finsbury Park. Vlaky směrem do centra byly přesměrovány přes nově postavené tunely, kde využívaly nástupiště, na kterém byl umožněn přímý přestup na Victoria Line (dříve nástupiště využívala Northern City Line). Tyto práce definitivně skončily v roce 1965 a soupravy ve směru do centra začaly jezdit v nových tunelech 3. října 1965, tři roky před otevřením prvního úseku Victoria Line.

### Prodloužení na letiště Heathrow
V roce 1975 byl otevřen nový podpovrchový úsek Hounslow West - Hatton Cross, přičemž se stanice Hounslow West přesunula do podzemí. Dále, v roce 1977 byla trasa prodloužena na letiště Heathrow, s prvotním názvem stanice Heathrow Central (dnes Heathrow Terminals 1, 2, 3), protože v roce 1984 byl otevřen jednosměrný okruh na jih do stanice Heathrow Terminal 4.
Od 7. ledna 2005 do 17. září 2006 byla trať přes Heathrow Terminal 4 uzavřena, aby mohly být propojeny tunely do budoucí stanice Heathrow Terminal 5, kde bude jezdit každý druhý vlak (ostatní pojedou přes stanici Heathrow Terminal 4). V létě 2006 byla na krátkou dobu Piccadilly Line zkrácena do stanice Hatton Cross z důvodu napojení tunelů v Heathrow Terminals 1, 2, 3 a náhradní autobusová doprava jezdila do obou stanic - Heathrow Terminals 1, 2, 3 a 4. Toto prodloužení je také nazývané "PiccEx" (zkrat.: Piccadilly Line Extension) a nová stanice spolu s terminálem byla zprovozněna 27. března 2008.

### Teroristické útoky 7. července 2005
7. července 2005 se souprava na trase Piccadilly Line stala terčem sebevražedných bombových atentátníků. Bomba vybuchla ve vrcholící ranní špičce o 8.50 BST (British Summer Time - Britský letní čas) mezi stanicemi King's Cross St. Pancras a Russell Square. Bomba byla součástí koordinovaných útoků v Londýně a byla synchronizována s dalšími třemi bombami - 2 vybuchly na Circle Line a 1 v autobuse na Tavistock Square. Poměrně malá trhavina byla ukryta v batohu a všichni 4 atentátníci při výbuchu zahynuli. A právě tato bomba měla za následek nejvíce mrtvých - 21. Evakuace se ukázala jako nejobtížnější, protože Piccadilly Line se nachází hluboko pod zemí - pro záchranáře bylo obtížné dostat se do tunelů linky. Pozbytek dne byla celá linka uzavřena. Okrajové části linky byly opětovně zprovozněny následujícího dne 8. července (soupravy nejezdily mezi Hyde Park Corner - Arnos Grove) a plný provoz na lince byl obnoven 4. srpna, 4 týdny po výbuchu.

## Vozový park
Podobně jako na jiných trasách londýnského metra, i na Piccadilly Line jezdí jen jeden typ souprav, a to z roku 1973. V minulosti zde jezdily i soupravy z let 1959, 1956, 1938, 1923 a 1906. Šestivozové soupravy jsou natřeny v barvách londýnského metra – v červené, modré a bílé. Ve špičce je na plný provoz linky potřeba 76 souprav z celkového počtu 88[zdroj?] (jen jedna souprava byla vážně poškozena při teroristických útocích 7. červenece 2005). I když byl vozový park nedávno zrekonstruován, má Transport for London (TfL) v plánu soupravy nahradit úplně novými. Patří totiž k nejstarším vlakům, které na linkách londýnského metra jezdí (pouze Bakerloo Line má starší vlaky z roku 1972), což je spojeno s častými poruchami a zpožděními.
Roku 2018 si provozovatel objednal 94 nových souprav u společnosti Siemens Mobility. Tento projekt je znám také pod názvem New Tube for London. Celkem má objednávka hodnotu 1,5 miliardy liber. Vlaky mají být klimatizované, energeticky úspornější, kapacitnější  a plně průchozí. Počítá se také s modernějším digitálním informačním systémem pro cestující. S nasazením prvních souprav do ostrého provozu se počítalo na rok 2025. Siemens zároveň oznámil stavbu nového závodu v Goole v severní Anglii. Nové vlaky se mají vyrábět zčásti v novém závodu a zčásti ve vídeňské továrně.
V říjnu 2024 dorazil do Londýna první zkušební vlak, který projde důkladným testováním. TfL očekává, že první vlaky vyšle do pravidelného provozu koncem roku 2025. Všech 94 souprav pak má být dodáno a uvedeno do provozu do konce roku 2027.
Soupravy jsou deponované ve dvou depech - v Northfields (přístup ze stanic Northfields a Boston Manor) a v Cockfosters (přístup ze stanic Oakwood a Cockfosters). Odstavné koleje se nacházejí v stanicích South Harrow, Arnos Grove, Rayners Lane, Down Street, Wood Green, Hyde Park Corner, Acton Town a Uxbridge.

### Aktuální obsluha
Intervaly souprav na Piccadilly Line mimo špičku:
- 10 min. Cockfosters - Heathrow Terminal 5 (přes Heathrow Terminals 1, 2, 3)
- 10 min. Cockfosters - Heathrow Terminal 4 (a zpět přes Heathrow Terminals 1, 2, 3)
- 20 min. Cockfosters - Uxbridge
- 20 min. Cockfosters - Rayners Lane
- 10 min. Arnos Grove - Northfields

Polovina souprav do Uxbridge se otáčí již ve stanici Rayners Lane - interval 10 min je mezi stanicemi Acton Town a Rayners Lane a interval 20 min mezi Rayners Lane a Uxbridge (tento úsek je obsluhován Metropolitan Line).
Pozdě večer spoje končí už ve stanici Oakwood namísto pravidelně konečné v Cockfosters.

## Trasa
Poznámka: Za názvem stanice se nachází datum otevření, případně datum jejího zavření a také její případný původní název.

### Větev Cockfosters

#### Povrchový úsek
- Cockfosters; 31. červenec 1933
- Oakwood (Enfield West, Enfield West (Oakwood)); 13. březen 1933
- Southgate - pod povrchem; 13. březen 1933
- Arnos Grove; 19. září 1932

#### Podpovrchová úsek
- Bounds Green; 19. září 1932
- Wood Green; 19. září 1932
- Turnpike Lane; 19. září 1932
- Manor House; 19. září 1932

### Původní úsek
- Finsbury Park; 15. prosinec 1906 (přestup na Victoria Line a National Rail)
- Arsenal (Gillespie Road, Arsenal (Highbury Hill)); 15. prosinec 1906
- Holloway Road; 15. prosinec 1906
- Caledonian Road (Bezbariérový přístup); 15. prosinec 1906
- King's Cross St Pancras (King's Cross, King's Cross for St. Pancras); 15. prosinec 1906 (přestup na Circle, Hammersmith & City, Metropolitan, Northern (větev Bank), Victoria Line a National Rail )
- Russell Square; 15. prosinec 1906
- Holborn (Holborn (Kingsway )); 15. prosinec 1906 (přestup na Central Line )
- Covent Garden; 11. duben 1907
- Leicester Square; 15. prosinec 1906 (přestup na Northern Line (větev Charing Cross))
- Piccadilly Circus; 15. prosinec 1906 (přestup na Bakerloo Line )
- Green Park (Dover Street); 15. prosinec 1906 (přestup na Jubilee a Victoria Line)
- Hyde Park Corner; 15. prosinec 1906
- Knightsbridge; 15. prosinec 1906
- South Kensington; 8. leden 1907 (přestup na Circle a District Line)
- Gloucester Road; 15. prosinec 1906 (přestup na Circle a District Line)
- Earl's Court (Bezbariérový přístup); 15. prosinec 1906 (přestup na District Line)
- Barons Court; 15. prosinec 1906 (přestup na District Line)
- Hammersmith (Bezbariérový přístup); 15. prosinec 1906 (přestup na District a Hammersmith & City Line)

### Prodloužení do Hounslow a Uxbridge
- Turnham Green; 1. leden 1869 (jako stanice London & South Western Railway); 23. červen 1963 (jako stanice Piccadilly Line) (přestup na District Line)
- Acton Town; 1. červenec 1879 (jako stanice Metropolitan District Railway, později District Line); 4. červenec 1932 (jako stanice Piccadilly Line) (přestup na District Line)

Linka se zde rozděluje na dvě větve - do Uxbridge a na letiště Heathrow.

### Větev Heathrow

#### Povrchový úsek
- South Ealing; 1. květen 1883 (jako stanice Metropolitan District Railway, později District Line); 29. duben 1935 (jako stanice Piccadilly Line)
- Northfields; 16. duben 1908 (jako stanice District Line); 9. leden 1933 (jako stanice Piccadilly Line)
- Boston Manor; 1. květen 1883 (jako stanice District Line); 13. březen 1933 (jako stanice Piccadilly Line)
- Osterley; 23. březen 1934
- Hounslow East (Bezbariérový přístup)(Hounslow Town); 2. květen 1909 (jako stanice District Line); 13. březen 1933 (jako stanice Piccadilly Line)
- Hounslow Central (Heston-Hounslow); 1. duben 1886 (jako stanice District Line); 13. březen 1933 (jako stanice Piccadilly Line)

#### Podpovrchová úsek
- Hounslow West (bezbariérový přístup) (Hounslow Barracks); 21. červenec 1884 (jako stanice District Line); 13. březen 1933 (jako stanice Piccadilly Line)
- Hatton Cross; 19. červenec 1975
- Heathrow Terminal 4 (bezbariérový přístup); 12. duben 1986
- Heathrow Terminals 1, 2, 3 (bezbariérový přístup)(Heathrow Central, Heathrow Central Terminals 1, 2, 3); 16. prosinec 1977
- Heathrow Terminal 5 (bezbariérový přístup); 27. květen 2008

### Větev Uxbridge
- Ealing Common; 4. červenec 1932 (přestup na District Line)
- North Ealing; 23. červen 1903 (jako stanice District Line); 4. červenec 1932 (jako stanice Piccadilly Line)
- Park Royal (Park Royal (Hanger Hill)); 6. červenec 1931 (jako stanice District Line); 4. červenec 1932 (jako stanice Piccadilly Line)
- Alperton (Perivale-Alperton); 28. červen 1903 (jako stanice District Line); 4. červenec 1932 (jako stanice Piccadilly Line)
- Sudbury Town (bezbariérový přístup); 28. červen 1903 (jako stanice District Line); 4. červenec 1932 (jako stanice Piccadilly Line)
- Sudbury Hill; 28. červen 1903 (jako stanice District Line); 4. červenec 1932 (jako stanice Piccadilly Line)
- South Harrow; 28. červen 1903 (jako stanice District Line); 4. červenec 1932 (jako stanice Piccadilly Line), budova přemístěna 5. července a 1935
- Rayners Lane; 1. březen 1910 (jako stanice District Line); 23. říjen 1933 (jako stanice Piccadilly Line) (přestup na Metropolitan Line)
- Eastcote; 1. březen 1910 (jako stanice District Line); 23. říjen 1933 (jako stanice Piccadilly Line) (přestup na Metropolitan Line)
- Ruislip Manor; 5. srpen 1912 (jako stanice District Line); 23. říjen 1933 (jako stanice Piccadilly Line) (přestup na Metropolitan Line)
- Ruislip; 1. březen 1910 (jako stanice District Line); 23. říjen 1933 (jako stanice Piccadilly Line) (přestup na Metropolitan Line)
- Ickenham; 1. březen 1910 (jako stanice District Line); 23. říjen 1933 (jako stanice Piccadilly Line) (přestup na Metropolitan Line)
- Hillingdon (bezbariérový přístup) (Hillingdon (Swakeleys )); 10. prosinec 1923 (jako stanice District Line); 23. říjen 1933 (jako stanice Piccadilly Line), budova přemístěna 6. prosince 1992 (přestup na Metropolitan Line)
- Uxbridge (bezbariérový přístup); 1. březen 1910 (jako stanice District Line); 23. říjen 1933 (jako stanice Piccadilly Line), budova přemístěna 4. prosince 1938 (přestup na Metropolitan Line)

## Uzavřené stanice
- Aldwych stanice otevřena 30. listopadu 1907 ještě s původním názvem "Strand". Byl to konec větve začínající ve stanici Holborn. Od roku 1917 byla obsluhována už jen 1 soupravou, která jezdila kyvadlově do stanice Holborn a v tomto roce byla stanice přejmenována na Aldwych. Dočasně byla uzavřena v roce 1940 a během 2. světové války byla použita jako protiletecký kryt. Stanice byla znovuotevřena v roce 1946. O možnosti prodloužení k Waterloo se diskutovalo, ovšem nikdy k realizaci tohoto návrhu nedošlo. Provoz byl definitivně ukončen 30. září 1994 z důvodu velmi nízkého využití.
- Brompton Road - otevřena 15. prosince 1906 a uzavřena 30. července 1934. Nacházela se mezi stanicemi Knightsbridge a South Kensington.
- Down Street - otevřena 15. prosince 1906 a uzavřela 21. květen 1932. Nacházela se mezi stanicemi Green Park a Hyde Park Corner.
- Osterley & Spring Grove byla otevřena 13. března 1933 jako předchůdce dnešní stanice Osterley. Uzavřena 24. března 1934.
- Park Royal & Twyford Abbey otevřena 23. červen a 1903 a zavřeli 5. červenec 1931. I když se nacházela na dnešní trase Piccadilly Line, kousek na sever od dnešní stanice Park Royal, nikdy zde soupravy Piccadilly Line nezastavovaly. V době jejího otevření zde jezdila District Line, původní obsluha mezi Ealing Common a South Harrow a v roce 1932 ji uzavřely ještě před tím, než sem začala jezdit Piccadilly Line.
- York Road otevřena 15. prosince 1906 a uzavřena 19. září 1932. Nacházela se mezi stanicemi King's Cross St Pancras a Caledonian Road. Bylo navrženo znovuotevření této stanice, protože v její blízkosti se začalo stavět, ale očekávaný počet cestujících by nepokryl náklady na zrekonstruovaní stanice.

## Zajímavosti
Závěrečná píseň skupiny The Feeling na albu Twelve Steps and Home z roku 2006 je nazvána Blue Piccadilly.